# Parodia maldonadensis
Parodia maldonadensis ist eine Pflanzenart aus der Gattung Parodia in der Familie der Kakteengewächse (Cactaceae). Das Artepitheton maldonadensis verweist auf das Vorkommen der Art im uruguayischen Departamento Maldonado.

## Beschreibung
Parodia maldonadensis wächst einzeln. Die dunkelgrünen kugelförmigen Triebe erreichen Durchmesser von 3 bis 10 Zentimeter. Der Triebscheitel ist bewollt und bedornt. Die 13 bis 21 gerundeten Rippen sind in niedrige Höcker untergliedert. Die ein bis vier kräftigen Mitteldornen zeigen abwärts und weisen eine Länge von bis zu 2 Zentimeter auf. Sie sind grau mit einer bräunlichen Spitze oder einheitlich fast schwarz. Die fünf bis neun dünnen, spreizenden Randdornen sind weißlich und bis zu 2 Zentimeter lang.
Die goldgelben Blüten erreichen Längen von 3 bis 4 Zentimeter. Die Narben sind dunkelrot. Die weißen Früchte weisen Längen von bis zu 2 Zentimeter auf.

## Verbreitung, Systematik und Gefährdung
Parodia maldonadensis ist im Brasilianischen Bundesstaat Rio Grande do Sul sowie in den uruguayischen Departamentos Maldonado und Rocha verbreitet.
Die ersten Pflanzen wurden bei einem Treffen der Deutschen Kakteen-Gesellschaft im November 1903 vorgestellt. Die Erstbeschreibung als Echinocactus acuatus var. arechavaletae (als „arechavaletai“) durch Carlos Luis Spegazzini wurde 1905 veröffentlicht. Ebenfalls 1905 beschrieb José Arechavaleta für dieselben Pflanzen die Art Echinocactus arechavaletae (als „arechavaletai“). Er übersah dabei, dass Spegazzini diesen Artnamen (heute ein Synonym von Parodia ottonis) bereits vergeben hatte. Wilhelm Franz Herter stellte 1930 daher den neuen Namen (nom. nov.) Echinocactus maldonadensis auf. Andreas Hofacker stellte die Art 2012 in die Gattung Parodia.
Weitere nomenklatorische Synonyme sind Notocactus maldonadensis (Herter) Herter (1943), Wigginsia arechavaletae (Speg.) D.M.Porter (1964), Notocactus neoarechavaletae Havlíček (1989, nom. illeg., Art. 52.1) und Parodia neoarechavaletae (Havlíček) D.Hunt (1997, nom. illeg., Art. 58.1).
In der Roten Liste gefährdeter Arten der IUCN wird die Art als „Vulnerable (VU)“, d. h. als gefährdet geführt.

## Nachweise